# Beppe Wolgers
John Bertil "Beppe" Wolgers, född 10 november 1928 i Johannes församling i Stockholm, död 6 augusti 1986 på Östersunds sjukhus, Östersund (folkbokförd i Sofielund i Forssa församling i Södermanlands län), var en svensk författare, poet, översättare, textförfattare, skådespelare, underhållare och konstnär.

## Biografi
Beppe Wolgers var son till jägmästare John Wolgers (1876–1937) och dennes andra hustru Gerda Wolgers, född Korsgren (1892–1973). Han växte upp i Stockholm tillsammans med sina två bröder. Han gick först på Carlssons skola och sedan på Nya Elementar men avbröt läroverksstudierna 1945 före studentexamen. I början av 1940-talet började han intressera sig för musik, främst jazz, och köpte en gitarr samt började ta lektioner. Vid sidan av musiken började han skriva dikter som han skickade till bland annat Bonniers förlag. 1946 började han studera vid Otte Skölds målarskola. Året därpå reste han till USA där han blev kvar i ungefär ett års tid. Wolgers hade även utställningar tillsammans med konstnären Ernfrid Bogstedt.
Wolgers debuterade som poet 1953 med diktsamlingen Jag sjunger i skon. Under 1950-talet umgicks han i en konstnärskrets med generationskamrater som Lars Forssell, Pär Rådström, Olle Adolphson och Carl Fredrik Reuterswärd. Sitt publika genombrott fick han med visan Okända djur, tonsatt och framförd av Adolphson, när den litterära kabarén startades på Hamburger Börs i Stockholm, hösten 1956. Denna tid skildrar Wolgers i den postumt utgivna självbiografin Cabaret – Mina memoarer del 5 (1986). 1959 spelades hans pjäs Vår tids hjälte på Munkbroteatern.
Vid sidan av författarskapet och visdiktandet medarbetade Wolgers i underhållningsprogram i radio och television. Han blev rikskänd som ett av de så kallade Skäggen i en serie omdebatterade TV-program hösten 1963. Han blev godnattfarbror i barnprogramserien Beppes godnattstund, som sändes i fem omgångar åren 1968–1974 och där han klädd i nattskjorta och nattmössa låg i en jättelik säng och talade med sina dockor. Andra minnesvärda barnprogram med Wolgers är Beppes världshus (1969) och Där är du, här är jag (1971–1973). Han spelade även Pippi Långstrumps pappa Efraim Långstrump på film och i TV och gjorde björnen Baloos röst (dock ej i sångnumren, vilka utfördes av Roffe Bengtsson) till filmen Djungelboken 1967. Han gjorde också Lille Johns röst (Wolgers sjöng inte i sångnumren där heller, utan de utfördes av Bernt Dahlbäck) till Robin Hood 1973. Han medverkade även i den svenska versionen av radioföljetongen Dickie Dick Dickens som gangsterbossen Jim Cooper.

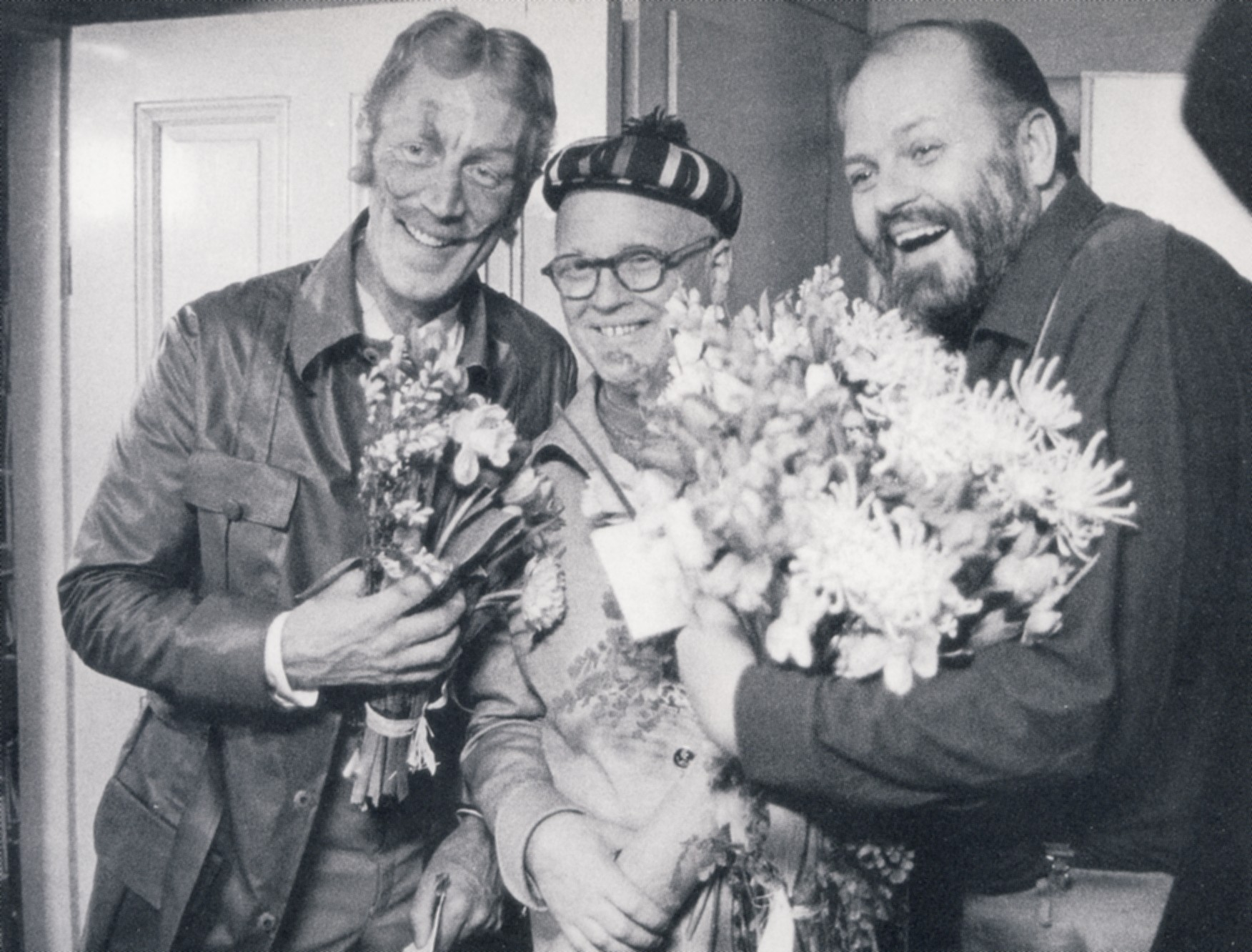
Från vänster: Max von Sydow, Povel Ramel och Beppe Wolgers i De sista entusiasterna (1968).

Wolgers var en produktiv kabaréförfattare och han skrev sångtexter till många svenska artister, främst Monica Zetterlund (Sakta vi gå genom stan, Monicas vals med flera) och Gals and Pals (Det är vårt öde att dooa, Kära båt med flera). Som revyförfattare samarbetade Wolgers med Povel Ramel i Ryck mig i snöret (1964), Ta av dej skorna (1965) och De sista entusiasterna (1968).
Wolgers skrev åtta diktsamlingar, fem prosaböcker, sju barnböcker och tusentalet sångtexter. Bland böckerna finns Den stora fixaren: en sorts bok ... nedtecknad av sonen Mats Wolgers "med hjälp av farsan".
För sina diktsamlingar med motiv från norra Jämtland erhöll han 1975 Jamtamots hederspris.

### Eftermäle
1986 avled Wolgers på Östersunds sjukhus av blödande magsår. Han var då bosatt i Flen i Södermanland men gravsattes i Jämtland i Strömsunds nya kyrkogårds minneslund. Hans änka Kerstin Wolgers öppnade 1999 ett Beppemuseum på Öhn strax utanför Strömsund där Wolgers hade verkat från 1968. Museet drevs sommartid från 2003 inklusive café av dottern Camilla Wolgers men stängdes 2013.
Strömsunds kommun delar årligen ut ett kulturpris, Beppepriset, till hans minne.
Sveriges Television sände våren 2007 dokumentären Barnens Beppe gjord av journalisten Henrik Koelman.
År 2018 uppmärksammades Beppe Wolgers 90 år efter sin födelse med hyllningskonserten "Jazzkatten i Vattudalen" som framfördes den 27 juli 2018 under Storsjöyrans första dag. Bland de medverkande fanns Ebbot Lundberg, Amanda Werne samt Camilla Wolgers.

### Familj
Wolgers var gift första gången från 1953 med Inger Grönstedt, senare omgift Domeij, och andra gången från 1962 med Kerstin Dunér. I första äktenskapet föddes sonen Tom Wolgers och i andra äktenskapet tre barn; Mats, Benton och Camilla Wolgers.
Beppe Wolgers var farbror till konstnären Dan Wolgers.
| ”                                            | Här möts vi mitt natten: vuxna, barn och fulla katter. Träffas för att prata, ta en drink och diskutera nå'n och nåt' du hatar. Och sedan skyndsamt börja spana in en kvinna, i takt med att ölen framför börjar försvinna . | „ |
| – Beppe Wolgers, Bilder från Milwaukee, 1969 | |   |

### Samlade upplagor och urval
- Röster från Vattudalen : dikter. Svalans lyrikklubb, 0586-0326 ; 36. Stockholm: Bonnier. 1972. Libris 7143291. ISBN 9100200298
- Crazy, man, crazy! : kulturjournalistik 1957-1963 / [urval och redigering: Gunnar Ståhl] ; teckningar av Lasse Lindqvist. Stockholm: Legus. 1994. Libris 7769626. ISBN 9188192156
- Memoarer. Stockholm: Modernista. 2003. Libris 8876779. ISBN 9188748278 - Tidigare utgivet i 3 volymer med titelarna: Mina memoarer ; del 2-3, 5.
- Dikter från Vattudalen : dikter 1969-1983 / urval och förord av Gunnar Balgård. Norrland, 1653-8714 ; 9. Umeå: h :ström - Text & kultur. 2016. Libris 19434341. ISBN 9789173272223

### Översättningar i urval
- Jonathan Swift: Gullivers resor ("översatt och bearbetad för barn av Beppe Wolgers (som själv har varit barn)") (Natur och kultur, 1953)
- Howard Pyle: Robin Hoods glada äventyr (The merry adventures of Robin Hood) (Natur och kultur, 1954)
- John Hartmann: Bambi hemma hos oss (Bambi fra Gadevang) (Natur och kultur, 1954)
- Ernest Thompson Seton: Indianliv: en sommar i vildmarken (Natur och kultur, 1955)
- Rudyard Kipling: Rikki-tikki-tavi och andra djurberättelser (Natur och kultur, 1955)
- William Makepeace Thackeray: Historien om Samuel Titmarsh och den stora Hoggartydiamanten (The history of Samuel Titmarsh and The Great Hoggarty Diamond) (Tiden, 1956)
- Frank Crisp: Spökrevet (The haunted reef) (Bonnier, 1967)
- Riccardo Aragno: Oblomov [pjäs] (otryckt översättning för Sandrews 1969)
- Kjell Aukrust och Ivo Caprino: Flåklypa Grand prix (Flåklypa Grand prix) (Forum, 1976)
- Roger Hargreaves: Gubben Tvärtom (Mr. Topsy-Turvy) (Novator, 1980)
- Nancy Ford och Gretchen Cryer: Det är ju min show (I'm Getting My Act Together and Taking It On The Road) (Otryckt översättning för Chinateatern, 1982)

## Sångtexter i urval
- "Det gåtfulla folket"
- "Ellinor Rydholm" (svenska texten till "Eleanor Rigby" av The Beatles)
- "Jag var en vandrare"
- "Mitt eget land"
- "Monicas vals"
- "Okända djur"
- "Sakta vi gå genom stan"

## Filmografi i urval
- 1963 – Skäggen (TV-serie)
- 1964 – Svenska bilder
- 1967 – Hugo och Josefin
- 1968 – Beppes godnattstund (TV-serie)
- 1968 – Djungelboken (röst till björnen Baloo i den svenska dubbningen)
- 1969 – Oss emellan
- 1969 – Pippi Långstrump (TV-serie)
- 1970 – Pippi Långstrump på de sju haven
- 1970 – Farligt återseende
- 1973 – Här kommer Pippi Långstrump
- 1973 – Robin Hood (röst till Lille John i den svenska dubbningen)
- 1974 – Dunderklumpen!
- 1975 – Långtradarchaufförens berättelser (TV-serie) (julkalender)
- 1975 – Flåklypa Grand Prix (berättarröst i den svenska dubbningen)
- 1980 – Barna från Blåsjöfjället

## Teater i urval

### Roller
| År   | Roll        | Produktion                                        | Regi                 | Teater       |
| ---- | ----------- | ------------------------------------------------- | -------------------- | ------------ |
| 1965 | Medverkande | Du grabbar, revy Beppe Wolgers och Åke Söderqvist | Claes von Rettig     | Idéonteatern |
| 1966 | Medverkande | Bom krasch, revy Beppe Wolgers                    | Johan Bergenstråhle  | Idéonteatern |
| 1967 | Medverkande | Vi älskar er, revy Beppe Wolgers                  | Stig Ossian Eriksson | Idéonteatern |

## Diskografi
En fullständigare diskografi finns på Discogs.

### Barnskivor
- Resan till Jultomten (1969)
- Beppes sagostund / Sagan som hörs bra och andra sagor (1969)
- Mors lilla Olle (1970)
- Gullivers resor (1971)
- Godnattstunden (1972)
- Godnattstunden 2 (1972)
- Dunderklumpen (1974)
- Godnattstunden 3 (1974)
- Långtradarchaufförens berättelser (1975)
- Godnattstunden 4 (1976)
- Flåklypa grand Prix (1976)

### Övriga skivor
- Det for två vita duvor... (1973), med Merit Hemmingson. Innehåller material från diktsamlingarna Episod i Vikens kapell och Röster från Vattudalen